# Joseph Polchinski

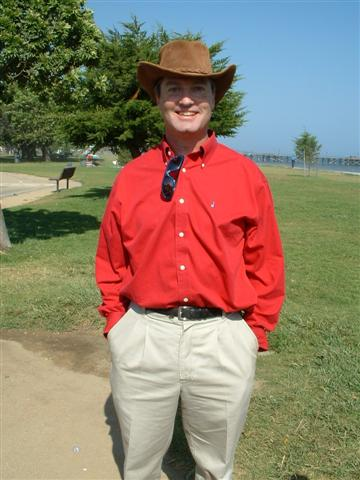
Joseph Polchinski, 2004

Joseph Gerard Polchinski (* 16. Mai 1954 in White Plains in New York; † 2. Februar 2018) war ein US-amerikanischer theoretischer Physiker, der sich vor allem mit der Stringtheorie beschäftigte.

## Leben
Polchinski besuchte die High School in Tucson bis 1971 und studierte dann am Caltech in Pasadena, wo er 1975 seinen Bachelor-Abschluss (B.S.) machte. 1980 promovierte er an der University of California, Berkeley bei Stanley Mandelstam. Nach Postdoc-Positionen am Stanford Beschleuniger SLAC 1980–82 und 1982 bis 1984 an der Harvard University war er von 1984 bis 1992 Professor an der University of Texas at Austin. Seit 1992 war er Professor an der University of California, Santa Barbara, wo er auch Mitglied des Kavli Institute for Theoretical Physics war.
Polchinski wurde vor allem für seine Einführung (1995) der D-Branes in die Stringtheorie bekannt (höherdimensionale Verallgemeinerungen von Strings, auf deren Oberflächen offene Strings enden). Zuvor zeigte er 1986 mit James Liu und James Hughes die Konsistenz von Supermembrantheorien. Er beschäftigte sich auch mit kosmologischen Strings und AdS/CFT-Theorie (die die Äquivalenz von Stringtheorien in speziellen Mannigfaltigkeiten mit Yang-Mills-Theorien auf dem Rand dieser Mannigfaltigkeiten beschreibt) und schrieb ein zweibändiges Lehrbuch der Stringtheorie.
2012 schlug er ein durch Berücksichtigung von Quanteneffekten von den Vorhersagen der klassischen allgemeinen Relativitätstheorie (ART) abweichendes Szenario des Schicksals eines in ein Schwarzes Loch fallenden Beobachters vor. Während nach der ART der Beobachter zunächst keine großen Veränderungen beim Durchqueren des Ereignishorizonts bemerken würde (eine Folge des Äquivalenzprinzips), später aber durch Gezeitenkräfte zerrissen würde, postulierte Polchinski die Existenz einer Feuerwand (Firewall) extrem heißer Teilchen, der den Beobachter unmittelbar verbrennen würde. Die Firewall wurde ursprünglich als Lösung von Verschränkungs-Paradoxa der Hawking-Strahlung eingeführt, wird aber (da dem Äquivalenzprinzip widersprechend) auch selbst als „Paradoxon“ aufgefasst und führte zu einem wissenschaftlichen Diskurs, in dessen Verlauf unter anderem Stephen Hawking 2014 vom Konzept eines strikten Ereignishorizonts in der ART abrückte. Nach Polchinski war das Feuerwand-Paradoxon ein Argument gegen die Existenz des Innern Schwarzer Löcher und entstand durch ein „Aufschaukeln“ der Quantenverschränkungen bei der Hawking-Strahlung. Nach der Quantenmechanik können nur jeweils zwei Teilchen verschränkt sein, in der Hawking-Strahlung sind dies aber sehr viele, was Polchinski zu dem Schluss der Rückstrahlung von einer Feuerwand im Innern des Schwarzen Lochs führte.
1985 wurde er Forschungsstipendiat der Alfred P. Sloan Foundation (Sloan Research Fellow). 1997 wurde er Fellow der American Physical Society. 2007 erhielt er den Dannie-Heineman-Preis für mathematische Physik und 2008 die Dirac-Medaille (ICTP). Er war ab 2005 Mitglied der National Academy of Sciences und seit 2002 der American Academy of Arts and Sciences. 2013 und 2014 erhielt er den Physics Frontiers Prize, für 2017 wurde ihm der Breakthrough Prize in Fundamental Physics zugesprochen.
Polchinski starb im Februar 2018 an einem Hirntumor.

## Schriften
- Mit Jin Dai, Robert G. Leigh: New connections between string theories. In: Modern Physics Letters A, 4, 1989, S. 2073 (Einführung D-Branes).
- What is string theory? Les Houches Lectures, 1994, arxiv:hep-th/9411028.
- D-Branes and Ramond-Ramond-Charges. In: Physical Review Letters, 75, 1995, S. 4724–4727.
- TASI Lectures on D-Branes. 1996, arxiv:hep-th/9611050.
- String Theory. Cambridge University Press, Cambridge 1998.
  - An introduction to the bosonic string (Band 1). ISBN 0-521-63303-6.
  - Superstring theory and beyond (Band 2). ISBN 0-521-63304-4.
- Quantum gravity at the Planck length. SLAC, 1998, arxiv:hep-th/9812104.
- Mit Gary T. Horowitz: Gauge-Gravity Duality. 2006, arxiv:gr-qc/0602037.
- The Cosmological Constant and the String Landscape. Solvay Lectures 2006, arxiv:hep-th/0603249.
- Mit Ahmed Almheiri, Donald Marolf, James Sully: Black Holes: Complementarity or Firewalls? In: J. High Energy Phys., 2, 062, 2013, arxiv:1207.3123.
- Joseph Polchinski: Memories of a Theoretical Physicist. August 2017, arxiv:1708.09093 (englisch).
- Donald Marolf, Eva Silverstein: Joseph Gerard Polchinski Jr. In: Physics Today. Band 71, Nr. 5, Mai 2018, S. 66, doi:10.1063/PT.3.3928 (englisch).